# Peter Fischerström
Peter Fischerström, född den 3 juli 1974, är en svensk före detta innebandyspelare som spelade back för AIK.
Fischerström har gjort 106 landskamper, vilket är rekord (2017) i svensk innebandy. Moderklubben är Älta IBK, men han har även spelat för Fornudden IB och Haninge IBK. Han utsågs till årets back säsongen 2003/04 och till årets spelare säsongen 2004/05. Fischerström har även varit lagkapten för Fornudden, Haninge, AIK och svenska landslaget.[källa behövs]
2013 lade han bandyklubban på hyllan för att göra annat trots sin framgångsrika karriär i innebandy. Dock 2019 fick han ett besked som skulle förändra allt; han fick besked i juni 2019 om att han hade cancer i magen. I en poddsändning berättar han:
”Nu är det bra, men jag opererades för cancer för ett år sedan. Jag hade en 5,8 kilo tumör i magen som de hittade i juni 2019. Så då var det en sommar med dödsångest” säger Peter Fischerström. "Det var helt osannolikt att från att vara vad man tycker är fullt frisk tro att man ska dö. I juli förra året opererade jag mig”.